# 烏拉爾足球俱樂部
葉卡捷琳堡烏拉爾足球俱樂部（俄语：ФК Урал Екатеринбург）是俄羅斯叶卡捷琳堡的一家職業足球俱樂部，參加俄羅斯足球超級聯賽。

## 榮譽
Soviet Second League / 俄羅斯全國足球聯賽
- 冠軍： 1990、2012–13

俄羅斯乙組足球聯賽
- 冠軍： 2002、2004

俄羅斯盃
- 亞軍：2016–17、2018–19

## 外部連結
- Official website （页面存档备份，存于） （俄文）